# Дериножка
Дериножка — река в России, протекает по Угличскому и Борисоглебскому районам Ярославской области. Устье реки находится в 101 км по левому берегу реки Устье от её устья. Длина реки составляет 14 км.
Сельские населённые пункты у реки: Угличский район — Макарово, Губачево, Борушка и Замыслово; Борисоглебский район — Усолово, Кожлево, Казариново, Лекино, Власьево, Зманово. Около Усолова пересекает автомобильную трассу Р153 «Углич — Ростов».

## Данные водного реестра
По данным государственного водного реестра России относится к Верхневолжскому бассейновому округу, водохозяйственный участок реки — Волга от Рыбинского гидроузла до города Кострома, без реки Кострома от истока до водомерного поста у деревни Исады, речной подбассейн реки — Волга ниже Рыбинского водохранилища до впадения Оки. Речной бассейн реки — (Верхняя) Волга до Куйбышевского водохранилища (без бассейна Оки).
Код объекта в государственном водном реестре — 08010300212110000010705.